# باشگاه فوتبال بهمن کرج
باشگاه فوتبال بهمن کرج یک باشگاه حرفه‌ای فوتبال ایران بود که در اواخر سال ۱۳۷۲ در شهر تهران توسط بهمن مداح با خرید امتیاز باشگاه بانک سپه تهران تأسیس شد. این باشگاه در سال ۱۳۷۹ منحل شد.

## تاریخچه
بهمن مداح نماینده انحصاری کمپانی اوپل در ایران بود. وی با تأسیس باشگاه به نام خود سرمایه‌گذاری زیادی در فوتبال انجام داد. سرانجام در سال ۱۳۷۹ با قانون منع واردات خودروهای خارجی امتیاز باشگاه بهمن را واگذار کرد. پس از اتمام مسابقات جام آزادگان ۱۳۷۲، بهمن مداح با خرید امتیاز باشگاه فوتبال بانک سپه تهران، باشگاه فوتبال بهمن را در شهر تهران تأسیس کرد. باشگاه فوتبال بهمن، سال ۱۳۷۳ را در لیگ دسته دو آزادگان بازی کرد و با کسب عنوان قهرمانی یکی از سه تیم صعودکننده به لیگ دسته یک آزادگان سال بعد بود.
پس از اتمام مسابقات لیگ دسته دو آزادگان و در اواخر سال ۱۳۷۳ باشگاه فوتبال بهمن به شهر کرج منتقل شد.
ورزشگاه خانگی باشگاه بهمن ورزشگاه شریعتی کرج بود. در سال ۱۳۷۹ پس از واگذاری امتیاز به باشگاه فوتبال پیکان تهران منحل گردید. تا سال ۱۳۷۹ و انحلال باشگاه و در همین مدت کوتاه حضور خود در لیگ ایران بهمن کرج بعد از تیم‌های پرسپولیس، استقلال تهران، پاس تهران و سایپا پنجمین تیم پرافتخار تاریخ تهران به‌شمار می‌رفت.

### جام حذفی
نهمین دوره جام حذفی کشور در سال ۱۳۷۳ برگزار شد و تیم تازه تأسیس بهمن کرج به سرمربیگری فیروز کریمی به مقام قهرمانی این رقابت‌ها رسید. تیمی وابسته به بهمن خودرو که در اولین فصل فعالیتش هم در رقابت‌های دسته دوم جام آزادگان به مقام قهرمانی رسید و هم در جام حذفی.
جام حذفی فوتبال ایران ۷۶–۱۳۷۵ یازدهمین دورهٔ جام حذفی فوتبال ایران است. این مسابقات با قهرمانی برق شیراز همراه بود. فینال این بازی با تساوی ۱ بر ۱ برق شیراز و بهمن کرج همراه بود که در ضربات پنالتی برق شیراز ۳ بر صفر به قهرمانی رسید.
سیزدهمین جام حذفی برای بار سوم باز هم به استقلال تهران رسید. آن‌ها برای رسیدن به فینال، مس کرمان، کشاورز، ایرسوتر نوشهر و سایپا را شکست دادند تا در فینال مقابل بهمنِ فرهاد کاظمی قرار بگیرند. روز جمعه ۲۷ خرداد ۱۳۷۹ دیدار فینال به‌صورت تک‌بازی در ورزشگاه آزادی برگزار شد که استقلال با برتری سه بر یک به مقام قهرمانی دست پیدا کرد. محمد نوازی ستارهٔ دیدار فینال زنندهٔ دو گل بود و علی لطیفی هم گل سوم شاگردان پورحیدری را به ثمر رساند. رضا جباری هم در آخرین دقایق با یک ضربهٔ ایستگاهی یکی از گل‌ها را پاسخ داد. این آخرین بازی تیم بهمن در سطح اول فوتبال ایران بود و پس از آن امتیاز این تیم به پیکان واگذار شد.

## افتخارات
- قهرمان جام حذفی در سال ۱۳۷۳
- قهرمان جام میلز هندوستان ۱۳۷۳
- دو نایب قهرمانی در لیگ دسته اول آزادگان ۱۳۷۴ و ۱۳۷۵
- دو قهرمانی در لیگ دسته دوم آزادگان ۱۳۷۳ و ۷۸–۱۳۷۷
- دو نایب قهرمانی جام حذفی در ۷۶–۱۳۷۵ و ۷۹–۱۳۷۸

## مربیان مشهور
- مهدی مقیم ۱۳۷۲ تا ۱۳۷۳
- فیروز کریمی ۱۳۷۳ تا ۱۳۷۴
- فرهاد کاظمی ۱۳۷۴ تا ۱۳۷۶، ۱۳۷۸ تا ۱۳۷۹
- ابراهیم قاسم‌پور ۱۳۷۷تا ۱۳۷۸

## بازیکنان مشهور
- فرشاد فلاحت‌زاده (۷۵–۷۷)
- خداداد عزیزی (۷۳–۷۵)
- علی‌میرزا استواری (۷۷–۷۸)
- حمید استیلی (۷۳–۷۸)
- مهدی تارتار (۷۳–۷۴)
- هاشم حیدری (۷۳–۷۴)
- محمد خاکپور (۷۳–۷۸)
- محمد چگینی(۷۷_۷۸)
- علی‌اصغر مدیرروستا (۷۳–۷۸)
- نادر محمدخانی (۷۳–۷۶)
- رضا رضایی‌منش (۷۳–۷۸)
- احمد سجادی (۷۳–۷۶)
- یوسف بخشی‌زاده (۷۳–۷۹)
- یدالله سلیمانی (۷۳–۷۹)
- امیرهوشنگ شریفی (۷۳–۷۶٬۷۴–۷۹)
- علی لطیفی (۷۳–۷۸)
- محمدرضا مهدوی (۷۳–۷۸)
- فرهاد مجیدی (۷۴–۷۵)
- حسین اشرفی لاریمی (۷۴-۷۵)
- علی‌اکبر یوسفی (۷۴–۷۷)
- سید مهدی ابطحی (۷۴)
- ستار همدانی (۷۵–۷۸)
- محمد نوازی (۷۵–۷۶)
- سید هادی طباطبایی (۷۵–۷۸)
- فرزاد مجیدی (۷۵–۷۹)
- محمد حسن معمار (۷۵–۷۶، ۷۸–۷۹)
- حمید بابازاده (۷۵–۷۶)
- محمدرضا مهرانپور (۷۷–۷۸)
- مهدی فنونی‌زاده (۷۷–۷۸)
- صمد مرفاوی (۷۷–۷۸)
- مهدی واعظی (۷۸–۷۹)
- حسن خانمحمدی(۷۸_۷۹)
- رضا جباری(۷۸_۷۹)